# Ereis
Ereis is een kevergeslacht uit de familie van de boktorren (Cerambycidae). De wetenschappelijke naam van het geslacht werd voor het eerst geldig gepubliceerd in 1865 door Pascoe.

## Soorten
Ereis omvat de volgende soorten:
- Ereis annulicornis (Pascoe, 1862)
- Ereis anthriboides (Pascoe, 1857)
- Ereis distincta Pic, 1935
- Ereis javanica Breuning, 1936
- Ereis roseomaculata Breuning, 1968
- Ereis subfasciata Pic, 1925
- Ereis sumatrensis Gahan, 1907